# Children of the World
Children of the World é o 14º álbum de estúdio do trio britânico Bee Gees, lançado em 1976. Foi um de seus álbuns mais bem sucedidos, vendendo mais de 19 milhões de cópias. As músicas "You Should Be Dancing" e "Love So Right" são consideradas clássicos da era disco. Outras músicas também fizeram sucesso: "Can't Keep a Good Man Down", como B-side de "How Deep Is Your Love", era uma das mais pedidas nos shows; e "Love Me" foi um sucesso na voz de Yvonne Elliman.
O álbum é o primeiro álbum de música disco dos Bee Gees, e traz um dos maiores clássicos do gênero: "You Should Be Dancing", famosa pela cena de dança de Tony Manero (John Travolta) no filme Os Embalos de Sábado à Noite. Mas o álbum ainda representa muito bem outros gêneros musicais, como o funk em "Boogie Child", e, ainda pode-se dizer, revela-se vanguarda da balada pop dos anos 80 com "The Way It Was" e "Love So Right".
Neste álbum, Arif Mardin, que produzira os últimos dois álbuns dos Bee Gees, não pôde trabalhar para a banda. Ele tinha contrato com a Atlantic Records, que era a distribuidora da RSO Records nos Estados Unidos. Mas como, no fim de 1975, a RSO decidiu trocar sua parceira para a Polygram, Mardin escapou das mãos do grupo. Entretanto, os Bee Gees gravaram seu álbum no mesmo estúdio, já que não era de propriedade da Atlantic.
| Críticas profissionais                                                      | Críticas profissionais |
| Avaliações da crítica                                                       | Avaliações da crítica  |
| Fonte                                                                       | Avaliação              |
| --------------------------------------------------------------------------- | ---------------------- |
| All Music Guide                                                             | [ 1 ]                  |
| Esta tabela precisa de ser acompanhada por texto em prosa. Consulte o guia. |                        |

## Músicas
Todas as músicas por B. Gibb/R. Gibb/M. Gibb, exceto onde indicado.
| N.º | Título                                       | Duração |  |
| 1.  | "You Should Be Dancing"                      | 04:17   |  |
| 2.  | "You Stepped Into My Life"                   | 03:28   |  |
| 3.  | "Love So Right"                              | 03:39   |  |
| 4.  | "Lovers"                                     | 03:38   |  |
| 5.  | "Can't Keep a Good Man Down"                 | 04:46   |  |
| 6.  | "Boogie Child"                               | 04:14   |  |
| 7.  | "Love Me" (B. Gibb/R. Gibb)                  | 04:03   |  |
| 8.  | "Subway"                                     | 04:26   |  |
| 9.  | "The Way It Was" (B. Gibb/R. Gibb/B. Weaver) | 03:21   |  |
| 10. | "Children of the World"                      | 03:07   |  |

## Certificações
- Canadá (Music Canada):   Platina
- Estados Unidos (RIAA):   Platina

## Ficha técnica
- Barry Gibb — vocal, violão, produtor musical;
- Robin Gibb — vocal, produtor musical;
- Maurice Gibb — vocal, baixo, produtor musical;
- Blue Weaver — teclados, sintetizador, piano;
- Alan Kendall — guitarra solo;
- Dennis Bryon — bateria;
- Joe Lala — percussão;
- Gary Brown — saxofone;
- George Perry — baixo (em "Subway" e "The Way It Was");
- Stephen Stills — percussão (em "You Should Be Dancing");
- The Boneroo Horns — metais;
  - Peter Graves;
  - Whit Sidener;
  - Kenny Faulk;
  - Neil Bonsanti;
  - Bob;
  - Bill Purse;
  - Debbie;
- Karl Richardson — engenheiro de áudio, produtor musical;
- John Blanche — engenheiro de áudio;
- Ed Marshal — engenheiro de áudio;
- Albhy Galuten — produtor musical.

## Singles
1. Junho de 1976
A: "You Should Be Dancing"
B: "Subway"
2. Setembro de 1976
A: "Love So Right"
B: "You Stepped Into My Life"
3. Janeiro de 1977 (EUA)
A: "Boogie Child"
B: "Lovers"
4. Fevereiro de 1977 (RUN)
A: "Children of the World"
B: "Boogie Child"